# Piętak
Piętak – część wsi Rogienice Wielkie w Polsce położona w województwie podlaskim, w powiecie kolneńskim, w gminie Mały Płock.